# Famiglia a carico
Famiglia a carico è un libro di Antonio Amurri del 1975.

## Edizioni
- Antonio Amurri, Famiglia a carico, Arnoldo Mondadori Editore, 1975.